# Lekkoatletyka na Letnich Igrzyskach Olimpijskich 1932 – sztafeta 4 × 100 m mężczyzn
Bieg sztafetowy 4 × 100 metrów mężczyzn był jedną z konkurencji rozgrywanych podczas X Letnich Igrzysk Olimpijskich. Biegi zostały rozegrane w dniach 6 i 7 sierpnia 1932 roku na stadionie Los Angeles Memorial Coliseum w Los Angeles. Wystartowało 32 zawodników z 8 krajów.

## Rekordy
|                   | Zawodnicy                                                                        | Wynik | Miejsce   | Data                          |
| ----------------- | -------------------------------------------------------------------------------- | ----- | --------- | ----------------------------- |
| Rekord świata     | Rzesza Niemiecka (Helmut Körnig, Georg Lammers, Erich Borchmeyer, Arthur Jonath) | 40,6  | Kassel    | 14 czerwca 1932(dts)          |
| Rekord olimpijski | Stany Zjednoczone (Frank Hussey, Louis Clarke, Alfred LeConey, Loren Murchison)  | 41,0  | Paryż     | 13 lipca 1924(dts) (półfinał) |
| Rekord olimpijski | Stany Zjednoczone (Frank Hussey, Louis Clarke, Alfred LeConey, Loren Murchison)  | 41,0  | Paryż     | 13 lipca 1924(dts) (finał)    |
| Rekord olimpijski | Stany Zjednoczone (Frank Wykoff, James Quinn, Charles Borah, Henry Russell)      | 41,0  | Amsterdam | 5 sierpnia 1928(dts)          |

## Terminarz
| Data            |            | Godzina |
| --------------- | ---------- | ------- |
| 6 sierpnia 1932 | Eliminacje | 14:30   |
| 7 sierpnia 1932 | Finał      | 15:30   |

## Wyniki

### Eliminacje
Rozegrano dwa biegi eliminacyjne. Pierwsze trzy zespoły z każdego biegu awansowały  do finalu (Q). Ponieważ do drugiego biegu przystąpiły tylko trzy sztafety, wszystkie awansowały.

#### Bieg 1
| Pozycja | Państwo          | Zawodnicy                                                               | Czas | Uwagi |
| ------- | ---------------- | ----------------------------------------------------------------------- | ---- | ----- |
| 1.      | Niemcy           | Helmut Körnig, Friedrich Hendrix, Erich Borchmeyer, Arthur Jonath       | 41,2 | Q     |
| 2.      | Japonia          | Takayoshi Yoshioka, Chūhei Nambu, Izuo Anno, Itarō Nakajima             | 41,8 | Q     |
| 3.      | Wielka Brytania  | Donald Finlay, Stanley Fuller, Stanley Engelhart, Ernest Page           | 42,0 | Q     |
| 4.      | Grecja           | Angelos Lambru, Christos Mandikas, Wangelis Moiropulos, Renos Frangudis | 42,8 | [ 4 ] |
| 5.      | Indie Brytyjskie | Bunoo Sutton, Ronald Vernieux, Mehar Chand Dhawan, Dickie Carr          | 43,7 |       |
| –       | Brazylia         |                                                                         | DNS  |       |

#### Bieg 2
| Pozycja | Państwo           | Zawodnicy                                                               | Czas | Uwagi |
| ------- | ----------------- | ----------------------------------------------------------------------- | ---- | ----- |
| 1.      | Stany Zjednoczone | Robert Kiesel, Emmett Toppino, Hector Dyer, Frank Wykoff                | 40,6 | Q =   |
| 2.      | Włochy            | Giuseppe Castelli, Ruggero Maregatti, Gabriele Salviati, Edgardo Toetti | 42,8 | Q     |
| 3.      | Kanada            | Percy Williams, James Brown, Harold Wright, Birchall Pearson            | 45,0 | Q     |
| –       | Argentyna         |                                                                         | DNS  |       |
| –       | Meksyk            |                                                                         | DNS  |       |

### Finał
| Pozycja | Państwo           | Zawodnicy                                                               | Czas | Uwagi |
| ------- | ----------------- | ----------------------------------------------------------------------- | ---- | ----- |
| 1.      | Stany Zjednoczone | Robert Kiesel, Emmett Toppino, Hector Dyer, Frank Wykoff                | 40,0 | WR    |
| 2.      | Niemcy            | Helmut Körnig, Friedrich Hendrix, Erich Borchmeyer, Arthur Jonath       | 40,9 |       |
| 3.      | Włochy            | Giuseppe Castelli, Ruggero Maregatti, Gabriele Salviati, Edgardo Toetti | 41,2 |       |
| 4.      | Kanada            | Percy Williams, James Brown, Harold Wright, Birchall Pearson            | 41,3 | [ 5 ] |
| 5.      | Japonia           | Takayoshi Yoshioka, Chūhei Nambu, Izuo Anno, Itarō Nakajima             | 41,3 | [ 6 ] |
| 6.      | Wielka Brytania   | Donald Finlay, Stanley Fuller, Stanley Engelhart, Ernest Page           | 41,4 |       |